# Anna Țifu
Anna Țifu (n. 1 ianuarie 1986, Cagliari, Sardinia, Italia), este o violonistă italiană de origine română.
La 11 ani a debutat ca solistă a Orchestrei Naționale a Țării Loarei, la 12 ani cântă pentru prima dată la Scala din Milano.
Câștigătoare a Concursurilor Internaționale Viotti Valsesia și Michelangelo Abbado, la 14 ani.
Un an mai târziu devine licențiată a Conservatorului din Cagliari, cu Mențiune de Onoare.
În 2001, 2004 și 2005 a primit o bursă din partea Societății Mozart din Dortmund, iar între 2005-2008 a studiat la Curtis Institute of Music din Philadelphia.
Este câștigătoarea ediției 2007 a Concursului Internațional „George Enescu”, fiind cea mai tânără dintre premianți.